# Enhelejci
Enhelejci ali Sesareti (grško: Ἐγχελεῖς [Enheleis], Σεσαρήθιοι [Sesarétioi]), ilirsko pleme, ki je živelo na področju Boke Kotorske
v današnji Črni gori in vzhodno od nje do mesta Drača v današnji Albaniji. Ena od hipotez trdi, da so pred tem živeli okoli Ohridskega jezera,  najbolj verjetno severno od Tavlantov.

## Mitologija
Enhelejci so v grški mitologiji povezani s Kadmom in Harmonijo, priseljencema iz grških Teb.
Štefan Bizantinec, ki se sklicuje na Filona, pravi, da se je Kadem z volovsko vprego pripeljal  med Enhelejce v Budvo, da bi jim na ukaz preročišča pomagal v vojni proti "pravim" Ilirom (Illyri proprie dicti), ki so živeli vzhodno od Neretve. Postal je njihov vodja, po zmagi nad nasprotnimi plemeni pa so ga Enhelejci izbrali za svojega kralja.
Kadem je imel sina Ilirija, ki je zavladal vsem ilirskim plemenom in jim dal svoje ime.

## Ime
Ime Enhelejcev je povezano z grško besedo za jeguljo in se lahko navezuje na njihovo ukvarjanje z ribolovom ali na kult kače, ki so ga gojili Iliri. Po legendi sta se Kadem in Harmonija po prenehanju vladanja v Iliriji pretvorila v kači, da bi čuvala svoja grobova.
Ostanki poganskih kultov, vezanih na ilirsko izročilo, so še vedno živi v primorskem delu Črne Gore, kjer je greh ubiti kači podobnega kuščarja blavorja, ki kot zaščitnik hiše živi pod hišnim pragom.

## Enheleja
Enheleja (latinsko: Encheleae, grško: Ἐγχέλιοι/Ἐγχελεῖς [Enhelioi/Enheleis], [albanščina|albansko]: Enkelenjët) je ime pokrajine okoli Ohridskega jezera v današnji Makedoniji in Albaniji, v kateri so v 8. in 7. stoletju pr. n. št. živeli Enhelejci. Preživljali so se z ribolovom v Ohridskem jezeru in trgovanjem z grškimi proizvodi, ki so jih odkrili na več arheoloških najdiščih.
Enhelejci so se za oblast v pokrajini pogosto vojskovali z Makedonci, ki so živeli vzhodno od njih. Jugozahodno od njih so živeli ilirski Tavlanti, severno Dardanci, južno pa helenizirani Dasareti.  Po zmagi Makedoncev so se na osvojeno ozemlje naselili Dasareti.
Psevdo-Skilasov Peripel iz 4. stoletja pr. n. št. omenja Enhelejce kot ilirsko pleme z jadranske obale v sedanji Črni Gori. Njihov pojav na jadranski obali kakšnih tristo let kasneje, bi lahko bil posledica vdora Dasaretov na njihovo ozemlje v Enheleji.

## Enhelejsko kraljestvo
V južni Iliriji so nastale države prej kot v njenih drugih delih. Iz antičnih virov je razvidno, da so prvo državo imeli prav Enhelejci. Država je bila na višku na prelomu med 8. in 7. stoletjem pr. n. št., v 6. stoletju pr. n. št. pa je začela njena moč upadati.
Enhelejci so se pogosto vojskovali s severnimi Grki. Pisni grški viri, na primer Herodot, trdijo, da je enhelejska vojska napadla tempelj v Delfih in celo antične Tebe.